# سكوت روس
سكوت روس (بالإنجليزية: Scott Ross)‏ (و. 1951 – 1989 م) هو عازف أرغن، وموسيقي، وأستاذ جامعي، من الولايات المتحدة الأمريكية، ولد في بيتسبرغ، بنسيلفانيا، توفي عن عمر يناهز 38 عاماً.

## التعليم
تعلم في Conservatory of Nice ‏.

## مناصب وهيئات
أدار جامعة لافال.